# Бельский (Мелеузовский район)
Бельский (баш. Бельский) — деревня в Мелеузовском районе Республики Башкортостан Российской Федерации. Входит в состав Первомайского сельсовета. 

## География

### Географическое положение
Находится на берегу реки Белой.
Расстояние до:
- районного центра (Мелеуз): 20 км,
- центра сельсовета (Первомайская): 15 км,
- ближайшей ж/д станции (Мелеуз): 20 км.

## Население
| 2002 | 2009 | 2010 |
| ---- | ---- | ---- |
| 345  | ↗424 | ↘331 |

Национальный состав
Согласно переписи 2002 года, преобладающая национальность — башкиры (75 %).